# NGC 585
NGC 585 è una vasta galassia a spirale vista di taglio e situata nella costellazione della Balena a una distanza di circa 246 milioni di anni luce dalla nostra Via Lattea.

## Scoperta
NGC 585 è stata scoperta il 20 dicembre 1827 dall'astronomo inglese John Herschel.

## Descrizione
Il database SIMBAD la classifica come galassia LINER, cioè una galassia il cui nucleo presenta uno spettro di emissione caratterizzato da larghe righe di atomi debolmente ionizzati.

## Gruppo di NGC 545 e Abell 194
NGC 585 fa parte del Gruppo di NGC 545, un raggruppamento che comprende almeno 11 galassie situate nella costellazione della Balena e che prende il nome da NGC 545, la galassia più vasta e luminosa del gruppo.
Questo gruppo fa parte anche del più vasto ammasso di galassie denominato Abell 194.

### Descrizione

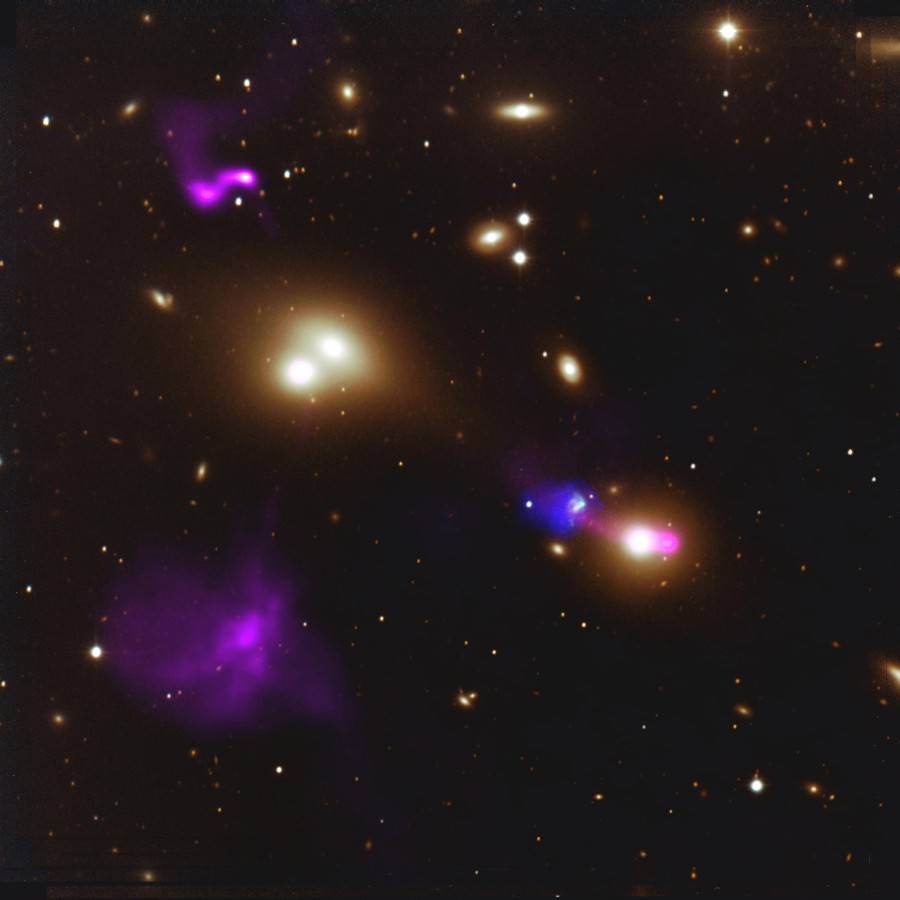
L'ammasso Abell 194. (Image courtesy of NRAO/AUI and Courtesy of S. Croft; W. van Breugel; W. de Vries; J. van Gorkom; H. Morganti; T. Osterloo; M. Dopita; M. Gregg)

La distanza media tra il centro di massa di questo gruppo e la nostra Via Lattea è di 76,2 megaparsec.
Due galassie di questo gruppo, NGC 545 e NGC 547, producono forti getti di materia nella regione che contorna il buco nero supermassiccio che si ritiene sia situato al loro centro. Questi getti sono stati captati dai radiotelescopi del VLA e sono mostrati in viola nelle immagini dell'ammasso riprese dal NRAO. I getti di queste due galassie interagenti gravitazionalmente vengono proiettati fino a distanze dell'ordine di 250'000 anni luce. Il getto più corto della galassia NGC 541, mostrato un po' più in basso a destra nell'immagine, entra in collisione con una nube di idrogeno. L'onda d'urto creata da questo getto ha generato una zona di formazione stellare visibile nell'immagine ripresa dal telescopio di 2,3 m dell'osservatorio di Siding Spring in Australia. Questo raro tipo di incubatoio stellare è conosciuto con il nome di "oggetto di Minkowski".
Oltre a NGC 585, le principali galassie del Gruppo di NGC 545 sono NGC 530, NGC 541, NGC 547, NGC 560, NGC 564, NGC 570, NGC 577, UGC 892 e UGC 1062 (rispettivamente CGCG 0118.7-0048 e CGCG 0126.4-0049 indicate come 0118-0048 e 0126-0049 da Mahtessian).

## Gruppo di NGC 585
NGC 585 dà il nome al Gruppo di NGC 585, un raggruppamento che comprende almeno 23 galassie. Le altre galassie di questo gruppo incluse nel New General Catalogue sono: NGC 519, NGC 538, NGC 541, NGC 543, NGC 545, NGC 547, NGC 548 e NGC 570.
Oltre a NGC 585, le galassie comuni a entrambi i gruppi sono NGC 541, NGC 545, NGC 547, UGC 892 e UGC 1062.